# Gargaliani
Gargaliani (griechisch Γαργαλιάνοι [ɣarɣaˈljani] (m. pl.)) ist eine griechische Kleinstadt in Messenien auf der Halbinsel Peloponnes.
Von 1912 bis 2010 war sie eine eigenständige Gemeinde, ab 1944 als Stadtgemeinde (dimos). Mit der Verwaltungsreform 2010 ging diese Gemeinde in der neu geschaffenen Gemeinde Trifylia auf, wo sie seither einen von sechs Gemeindebezirken bildet.

## Lage
Gargaliani befindet sich an der Westküste der Messenischen Halbinsel am Ionischen Meer. Das Gelände steigt nach Nordosten bis zu einem südlichen Ausläufer des Berges Egaleo an, der hier knapp 1000 Meter Höhe erreicht. Nördlich grenzt Gargaliani an den Gemeindebezirk Filiatra, östlich des Bergrückens und südlich schließt sich die Gemeinde Pylos-Nestoras an. 1,2 km westlich der Küste liegt die unbewohnte Insel Proti, die ebenfalls zum Gebiet Gargalianis gehört.
Die größtenteils hügelige Landschaft wird von Olivenhainen und Weinbau geprägt, in den höher gelegenen Teilen finden sich auch Waldgebiete.
Zur Gliederung des Gemeindebezirks Gargaliani siehe Trifylia#Verwaltungsgliederung.

## Geschichte
Weder zur Gründung des Dorfs Gargaliani noch zur Etymologie seines Namens ist Genaueres bekannt. In venezianischen Karten taucht Gurgulia als älteste Bezeichnung auf, später trug der Ort den italienischen Namen Gargaliano. Unterschiedliche Siedlungsspuren auf dem Gemeindegebiet finden sich durchgehend seit der Bronzezeit. Während der Antike befand sich südlich des heutigen Dorfes eine Stadt, sicher ist auch eine Siedlung im Gemeindegebiet aus spätantiker bis byzantinischer Zeit, die durch Gräberfunde belegt ist.
Während der griechischen Aufstände gegen die osmanische Herrschaft war Gargaliani zweimal Durchmarschgebiet osmanischer Truppen: Während der Niederschlagung der Orlow-Revolte 1770 lagerte hier das osmanische Heer unter Pascha Mustafa auf seinem Weg nach Pylos, 1825 stürmte Ibrahim Pascha mit seiner ägyptischen Armee durch das Gemeindegebiet, zerstörte das Dorf und zwang viele Einwohner zur Flucht, teils auf die Ionischen Inseln. Nach der Unabhängigkeit Griechenlands war die Einwohnerzahl des Ortes von rund tausend auf 250 Personen zurückgegangen. Im 19. Jahrhundert hieß die Gemeinde zunächst Platamodas (Δήμος Πλαταμώδους).
Während des 19. Jahrhunderts wurde das Dorf wieder aufgebaut und lebte zunächst vor allem von der traditionellen Rosinenproduktion, die jedoch zum Ende des Jahrhunderts stagnierte, was viele Einwohner zur Auswanderung nach Übersee bewegte. Einer der Nachkommen dieser Auswanderer, Dimitrios V. Briskas, ermöglichte der Gemeinde später den Bau einer Bibliothek und einer Sporthalle.

## Kultur und Sehenswürdigkeiten

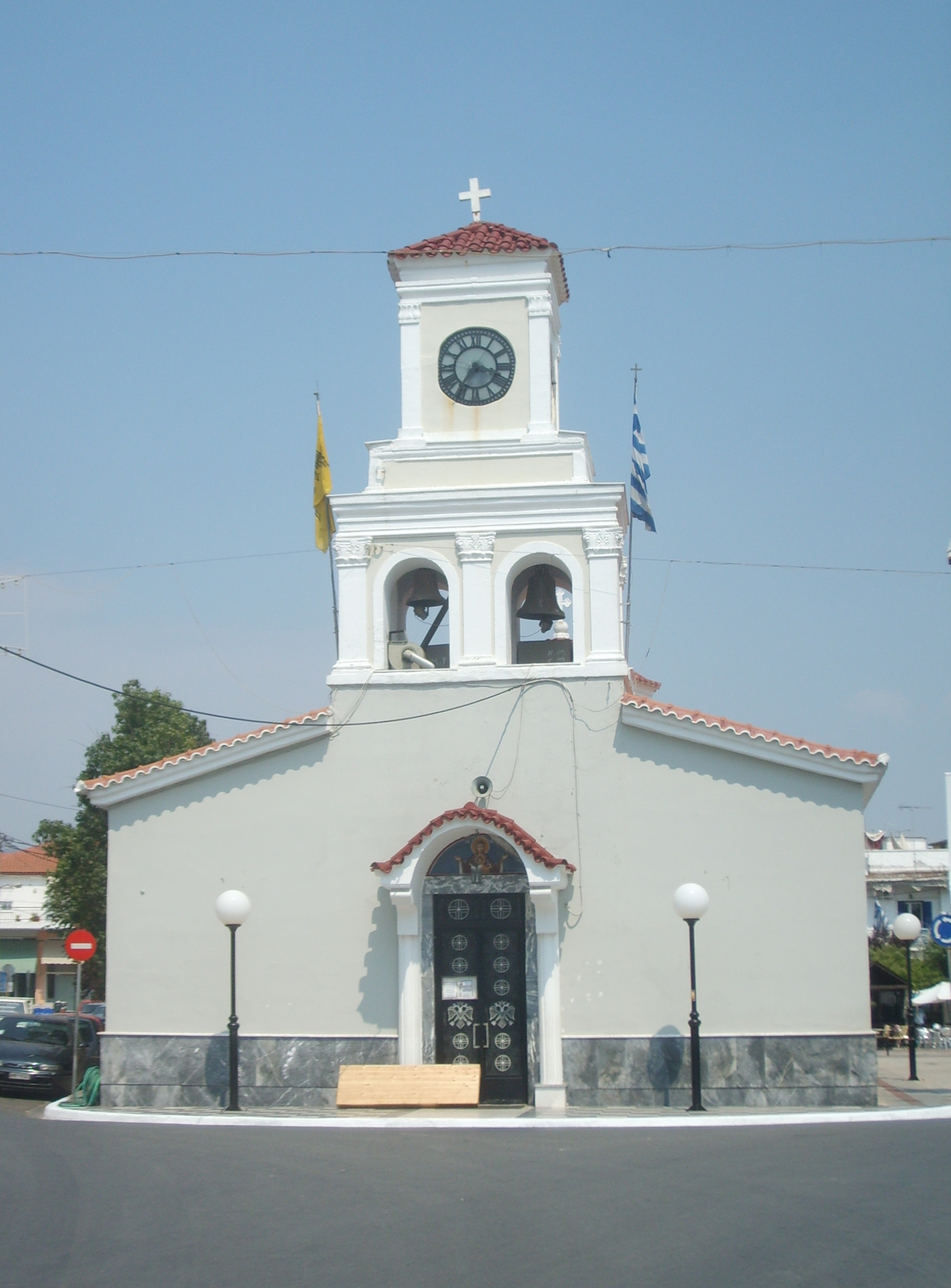
Kathedrale

In Gargaliani befindet sich die um 1715 vollendete Kathedrale zur Geburt der Heiligen Maria. Neben einigen Resten aus antiker Zeit sind besonders Naturschönheiten wie der Wasserfall von Valta oder die Schwefelquellen von Vromoneri Besuchsziele.
Neben dem Fest des Stadtpatrons, des Heiligen Dionysius Areopagita am 3. Oktober, gedenkt die Gemeinde mit verschiedenen kulturellen Veranstaltungen im Juni des 1880 als Bürger der Stadt geborenen Sarandis Agapinos, der unter seinem Kampfnamen Tellos Agras für Griechenland in Makedonien kämpfte und 1907 von bulgarischen Partisanen gehängt wurde.
Gargaliani verfügt über fünf Grundschulen sowie je eine Mittel- und Oberschule.

## Persönlichkeiten
- Tellos Agras (1880–1907), dort geboren
- Theophilos III. von Jerusalem (* 1952), dort geboren